# بری هانا
بری هانا (انگلیسی: Barry Hannah؛ ۲۳ آوریل ۱۹۴۲ – ۱ مارس ۲۰۱۰) پدیدآور، نویسنده داستان کوتاه و رمان‌نویس اهل ایالات متحده آمریکا بود. او در طول دوران فعالیت خود ۸ رمان و ۵ مجموعه داستان کوتاه منتشر کرد. اولین رمانش با نام جرونیمو رکس در سال ۱۹۷۲ نامزد جایزهٔ کتاب ملی آمریکا شد. او هم‌چنین برنده جوایزی چون کمک هزینه گوگنهایم و جایزه پن/ مالامود شد.

بری هانا که دانش‌آموخته کالج میسیسیپی در کلینتون و دانشگاه آرکانزاس بود مدتی را به عنوان نویسنده با رابرت آلتمن همکاری کرد.

### رمان
- جرونیمو رکس (۱۹۷۲)
- دیده‌بانان (۱۹۷۳)
- ری (۱۹۸۰)
- تنیس خوش تیپ (۱۹۸۳)
- هی جک! (۱۹۸۷)
- بومرنگ (۱۹۸۹)
- هرگز نمی‌میرند (۱۹۹۱)
- یتیم شما آن طرف می‌ایستد (۲۰۰۱)

### مجموعه داستان
- بالن (۱۹۷۸)
- کاپیتان ماکسیموس
- خفاش‌های جهنم (۱۹۹۳)
- تنهایی مرتفع (۱۹۹۶)
- داستان‌های جدید و منتخب (نوامبر ۲۰۱۰)